# Campionato italiano di ciclismo su strada 1925
Il Ciaooooo si svolse su otto prove dal 19 aprile al 4 novembre 1925 e vide l'affermazione di Costante Girardengo.

## Calendario
| Data         | Evento                        | Vincitore           | Squadra         |
| ------------ | ----------------------------- | ------------------- | --------------- |
| 19 aprile    | Milano-Torino (1925)          | Adriano Zanaga      | Ideor           |
| 3 maggio     | Giro del Piemonte (1925)      | Gaetano Belloni     | Wolsit-Pirelli  |
| 7 giugno     | Giro d’Italia (1925)          | Alfredo Binda       | Legnano-Pirelli |
| 2 agosto     | Giro del Veneto (1925)        | Costante Girardengo | Wolsit-Pirelli  |
| 6 settembre  | Giro dell'Emilia (1925)       | Costante Girardengo | Wolsit-Pirelli  |
| 20 settembre | Corsa del XX settembre (1925) | Costante Girardengo | Wolsit-Pirelli  |
| 11 ottobre   | Milano-Modena (1925)          | Gaetano Belloni     | Wolsit-Pirelli  |
| 4 novembre   | Giro di Lombardia (1925)      | Alfredo Binda       | Legnano-Pirelli |

## Classifica
| Pos. | Corridore           | Squadra         | Punti |
| ---- | ------------------- | --------------- | ----- |
| 1    | Costante Girardengo | Wolsit-Pirelli  | 17    |
| 2    | Alfredo Binda       | Legnano-Pirelli | 16    |
| 3    | Gaetano Belloni     | Wolsit-Pirelli  | 13    |
| 4    | Adriano Zanaga      | Ideor           | 13    |
| 5    | Giovanni Brunero    | Legnano-Pirelli | 10    |
| 6    | Giuseppe Pancera    | Indipendente    | 8     |
| 7    | Ermanno Vallazza    | Legnano-Pirelli | 5     |
| 7    | Gianbattista Gilli  | Indipendente    | 5     |
| 7    | Emilio Petiva       | Indipendente    | 5     |
| 10   | 8 ciclisti ex æquo  | -               | 4     |